# 梅嫩区
梅嫩區是太平洋島國諾魯的一個行政區，位於諾魯島的東南部，是諾魯行政區面積較大的一個。地理上，東南面鄰太平洋，在安尼巴雷灣南段，北鄰阿尼巴雷区，西北與布阿达区相連、西與亞倫區相鄰。平均海拔25公尺（最高海拔45米）。梅嫩區是屬於梅嫩選舉區。

## 建設
梅嫩區有許多設施，包含靠近阿尼巴雷灣南段，是全島唯一的一座國家觀光飯店—梅嫩大飯店（另有一個私人飯店）、全島興建第3座足球場的梅嫩體育場和前總統官邸（焚毀）、國家印刷局（出版社）、兒童花園、電報站等。

## 最早的村落
Anabaredi, Anawe, Aniwen, Araji, Aribimomo, Arwango, Atabwagabap, Atae, Ataro, Atowedudu, Atsiyeiubar, Awidayungiyung, Badi, Bagabap, Era, Ibwe, Irebedi et Weo 共18個。